# Ajándék (keresztnév)
Az Ajándék magyar eredetű női név, jelentése: Isten örömet szerző ajándéka. Férfi párja: Ajándok.

## Gyakorisága
Az Árpád-korban gyakori név volt. Az 1990-es években szórványosan fordult elő. A 2000-es és a 2010-es években sem szerepelt a 100 leggyakrabban adott női név között.
A teljes népességre vonatkozóan az Ajándék sem a 2000-es, sem a 2010-es években nem szerepelt a 100 leggyakrabban viselt női név között.

## Névnapok
február 6., július 17., december 31.